# Hannes Sautter
Hannes Sautter (auch Hans Sautter; * 1931 in Wiesbaden; † 22. Februar 2012 in Sankt Augustin) war ein deutscher Sanitätsoffizier, zuletzt Generalstabsarzt der Bundeswehr.

## Leben
Sautter trat nach der Approbation als Arzt 1962 in die Luftwaffe der Bundeswehr ein. Er war zunächst Truppenarzt und Fliegerarzt beim Jagdgeschwader 72, dann Chef der Luftwaffensanitätsstaffel der Luftwaffengruppe Nord in Münster und Chef der 1. Luftwaffensanitätsausbildungskompanie. Nachdem er Dezernent für Organisation und Ausbildung beim Generalarzt der Luftwaffe und Referent in der Personalabteilung des Bundesministeriums der Verteidigung gewesen war, wurde er im April 1975 Kommandoarzt des Luftwaffenausbildungskommandos. Als Referatsleiter II 4 in der Inspektion des Sanitäts- und Gesundheitswesens der Bundeswehr (InSan) widmete er sich der Ausbildung und besonders der Generalstabsausbildung von Sanitätsoffizieren. Danach Unterabteilungsleiter InSan II, wurde Sautter im April 1985 Amtschef des Sanitätsamtes der Bundeswehr. 1991 wurde er pensioniert.
Er förderte die zivil-militärische Zusammenarbeit und war Mitglied der ständigen Konferenz Sanitätswesen im Katastrophen-,  Zivilschutz und in der Bundeswehr der Bundesärztekammer. Von 1985 bis 2000 war er ehrenamtlicher Bundesarzt des Malteser Hilfsdienstes. Von 1990 bis 1994 war er Chefredakteur der Fachzeitschrift Wehrmedizin und Wehrpharmazie.
Er starb im Alter von 80 Jahren.

## Ehrungen
- 1986: Bundesverdienstkreuz 1. Klasse
- Verdienstorden Pro Merito Melitensi
- Großes Bundesverdienstkreuz